# Charles-Louis Huguet de Sémonville

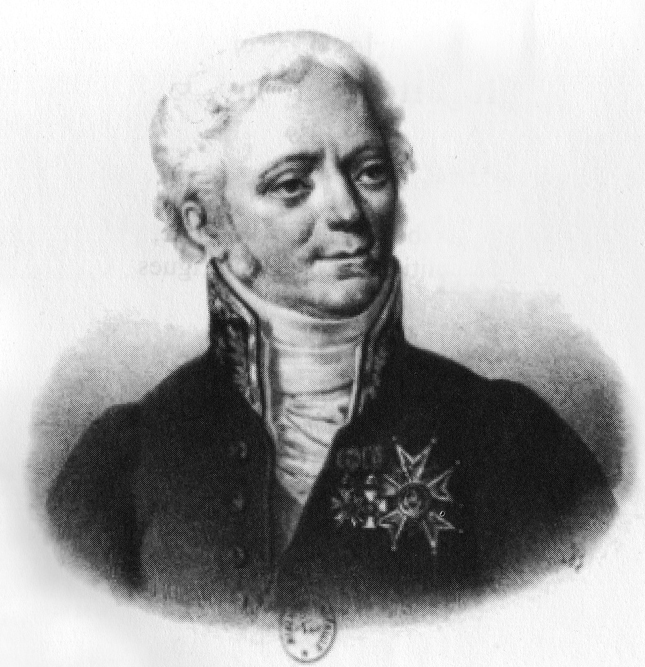
Charles-Louis Huguet de Sémonville

Charles-Louis Huguet de Sémonville (Parijs, 9 maart 1759 - Parijs, 11 augustus 1839) was een Frans diplomaat en politicus die als ambassadeur in Den Haag diende tijdens de Bataafse periode. Hij werd in 1808 door keizer Napoleon verheven tot graaf, en in 1817 door koning Lodewijk XVIII tot markies van Sémonville.
Sémonville werd gedecoreerd met het Grootkruis van het Legioen van Eer. Hij werd ook benoemd tot Ridder van de Oostenrijkse Leopoldsorde.

## Levensloop
Sémonville was een zoon van Charles Huguet de Montaran, een minister in het kabinet van Lodewijk XV. Op 19-jarige leeftijd werd hij lid van het Parlement van Parijs, en na het uitbreken van de Franse Revolutie was hij lid van de Staten-Generaal. Minister Montmorin van Buitenlandse Zaken stuurde hem in 1790 naar de Zuidelijke Nederlanden voor een geheime missie tijdens de Brabantse Revolutie tegen het Oostenrijkse gezag.
Hij diende in 1790-1791 als Frans ambassadeur in de Republiek Genua, en in 1792 werd hij benoemd tot ambassadeur bij het Ottomaanse Rijk. Op weg naar Istanboel werd hij in 1793 gegijzeld door de Oostenrijkers in de Italiaanse plaats Novate Mezzola, samen met een andere Franse diplomaat, Hugues-Bernard Maret. De twee diplomaten zaten gevangen tot december 1795, toen ze vrijkwamen in ruil voor de vrijlating van Marie Thérèse Charlotte, de dochter van Lodewijk XVI en Marie Antoinette, uit een gevangenis in Parijs.
Kort na de staatsgreep van Napoleon in 1799 stuurde de nieuwbakken eerste consul de diplomaat als Franse ambassadeur naar Den Haag, waar hij met succes een bondgenootschap bezegelde tussen Frankrijk en de Bataafse Republiek.
Hij werd in 1805 door Napoleon tot senator benoemd en in 1808 tot comte de l'Empire (graaf). In 1810 speelde Sémonville een belangrijke rol in het arrangeren van het huwelijk tussen Napoleon (inmiddels keizer) en Marie Louise van Oostenrijk, de oudste dochter van de Oostenrijkse keizer Frans I.
Na de Restauratie van de Bourbons in Frankrijk in 1814 benoemde Lodewijk XVIII hem tot pair van Frankrijk en grand référendaire van het hogerhuis. Sémonville was lid van een commissie om de nieuwe grondwet van 1814 op te stellen. Hij was een uitgesproken tegenstander van het ultraroyalistische beleid van Karel X maar probeerde de koning te redden tijdens de Julirevolutie in 1830. Samen met Antoine Maurice Apollinaire d'Argout bezocht hij het Tuilerieënpaleis en overtuigde Karel X ervan om zijn Verordeningen van Saint-Cloud weer terug te trekken, waarmee de koning het lagerhuis had ontbonden en de persvrijheid had ingetrokken.

## Huwelijk en nakomelingen
In 1790 trouwde Sémonville met Angélique Aimée de Rostaing, weduwe van Mathieu IV, markies van Montholon. Hierbij adopteerde hij haar vier kinderen, waaronder Charles-Tristan de Montholon, een Frans generaal die Napoleon naar Sint-Helena vergezelde (en volgens sommige complottheorieën verantwoordelijk was voor de vergiftiging van Napoleon); diplomaat Louis-Désiré de Montholon; en Félicité Françoise Zéphirine de Montholon, die in 1799 met generaal Joubert trouwde en, na Jouberts dood een maand later, in 1802 hertrouwde met generaal Macdonald.

## Afbeeldingen

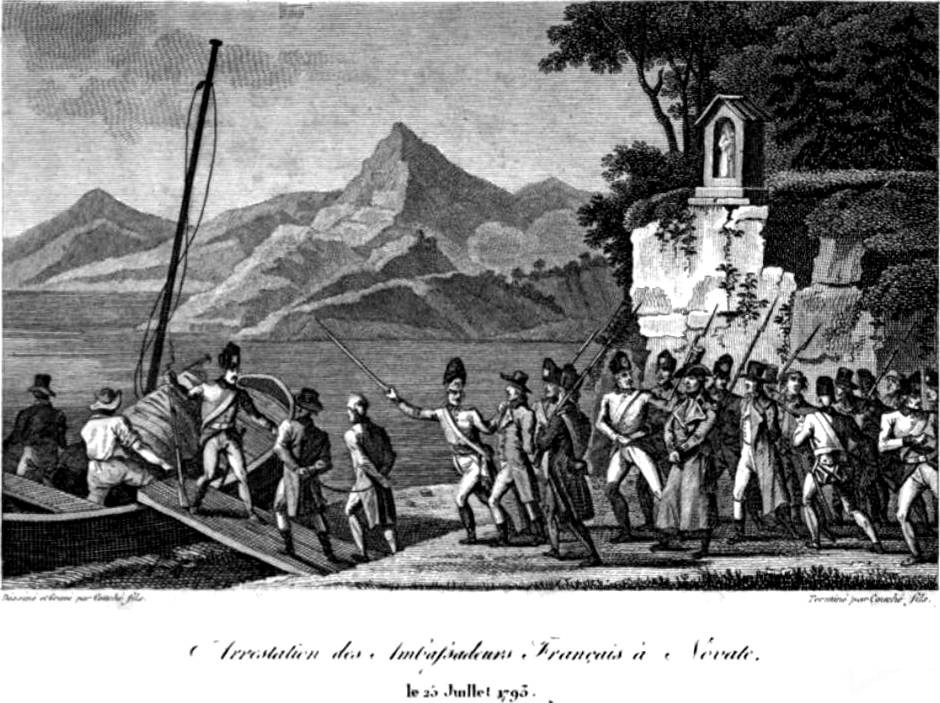
De Franse diplomaten Sémonville en Hugues-Bernard Maret worden gegijzeld door Oostenrijkse troepen in Novate Mezzola, 1793
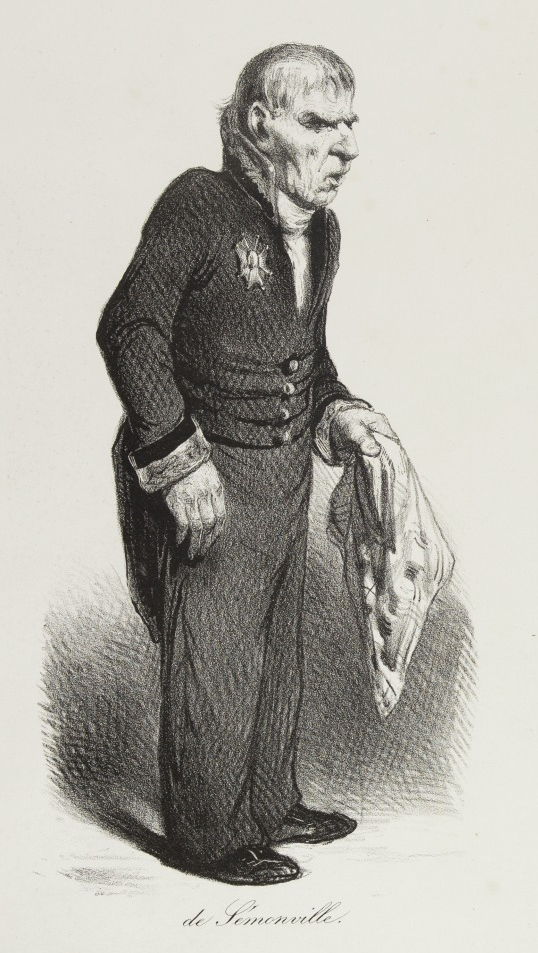
Karikatuur van Sémonville door Honoré Daumier, 1835
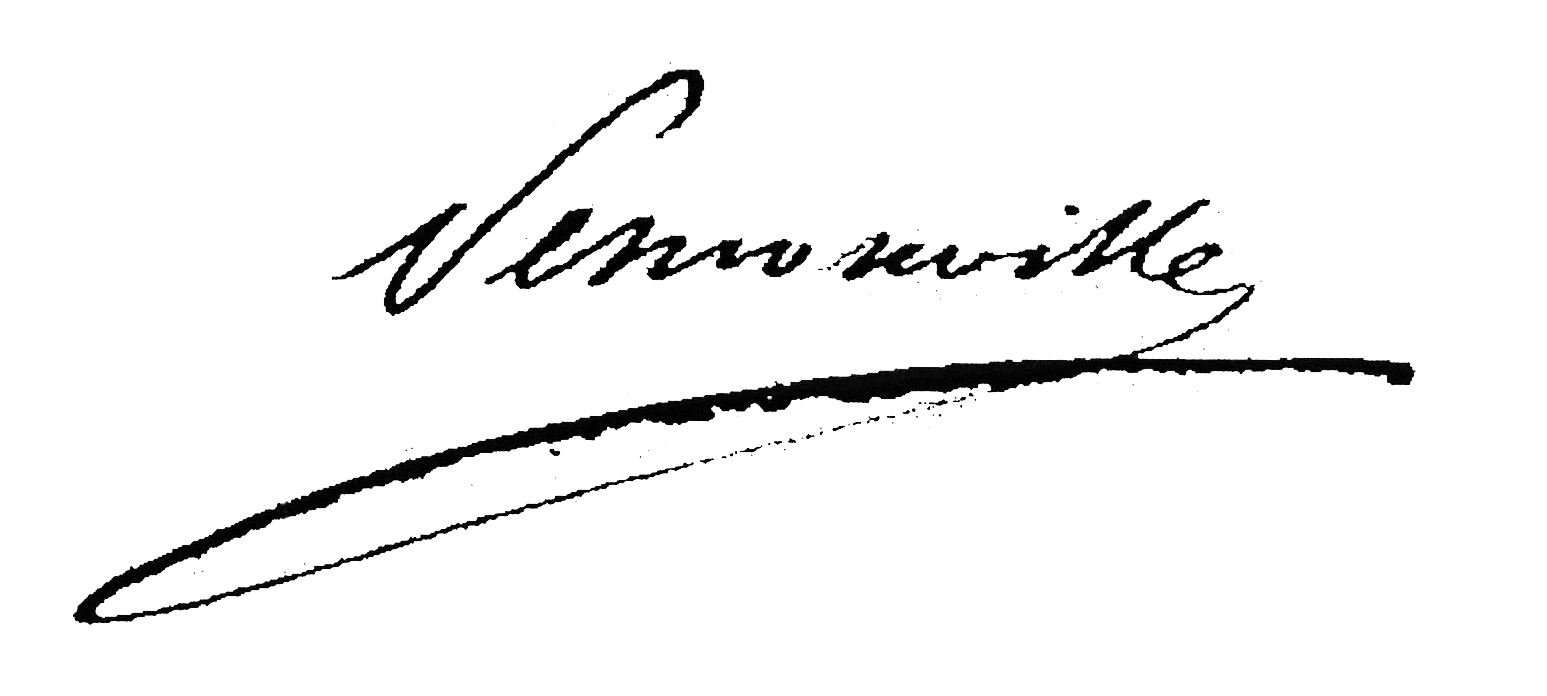
Handtekening van Sémonville